# Actaea europaea
Actaea europaea là một loài thực vật có hoa trong họ Mao lương. Loài này được (Schipcz.) J.Compton mô tả khoa học đầu tiên năm 1998.

## Hình ảnh

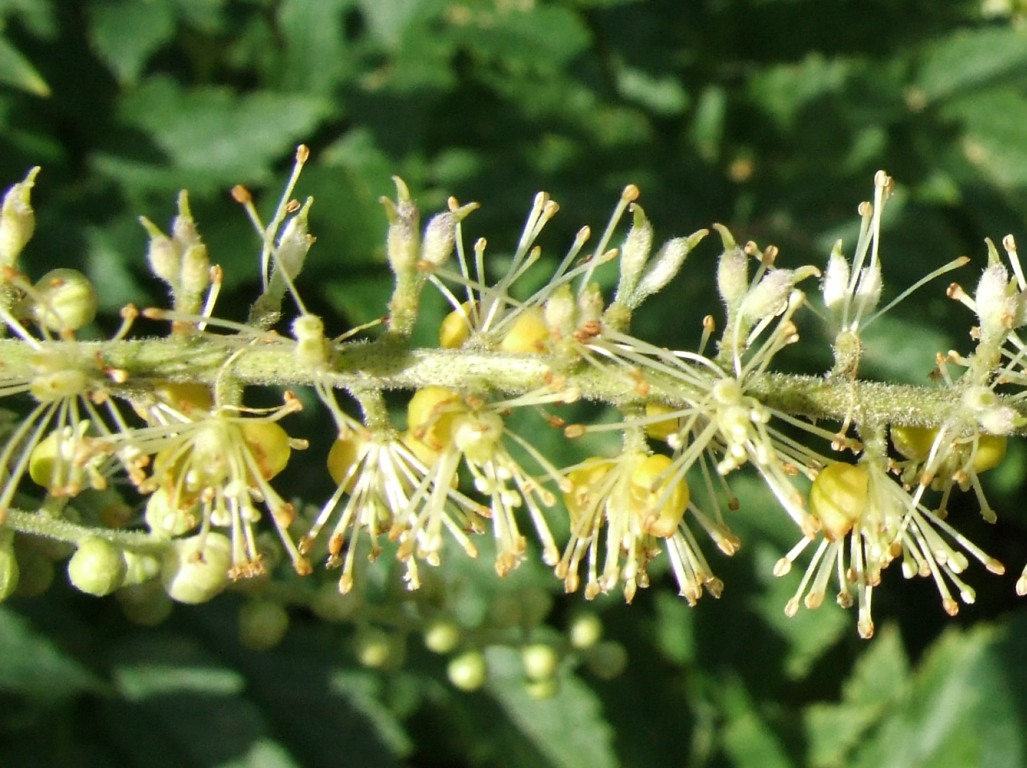